# Санта-Мария-ин-Монтесанто
Санта-Мария-ин-Монтесанто (итал. La Basilica di Santa Maria in Montesanto — Базилика Святой Марии на Святой горе) — одна из парных церквей на южной стороне Пьяцца-дель-Пополо в Риме. Памятник архитектуры римского барокко. Известна также как «церковь художников» (итал. Chiesa degli artisti). Находится между улицами виа дель Бабуино и виа дель Корсо. Санта-Мария-ин-Монтесанто и расположенная с другой стороны виа дель Корсо Санта-Мария-дей-Мираколи являются церквями-близнецами, они спроектированы и построены как архитектурный ансамбль одними и теми же архитекторами, хотя имеют различия в композиции.

## История

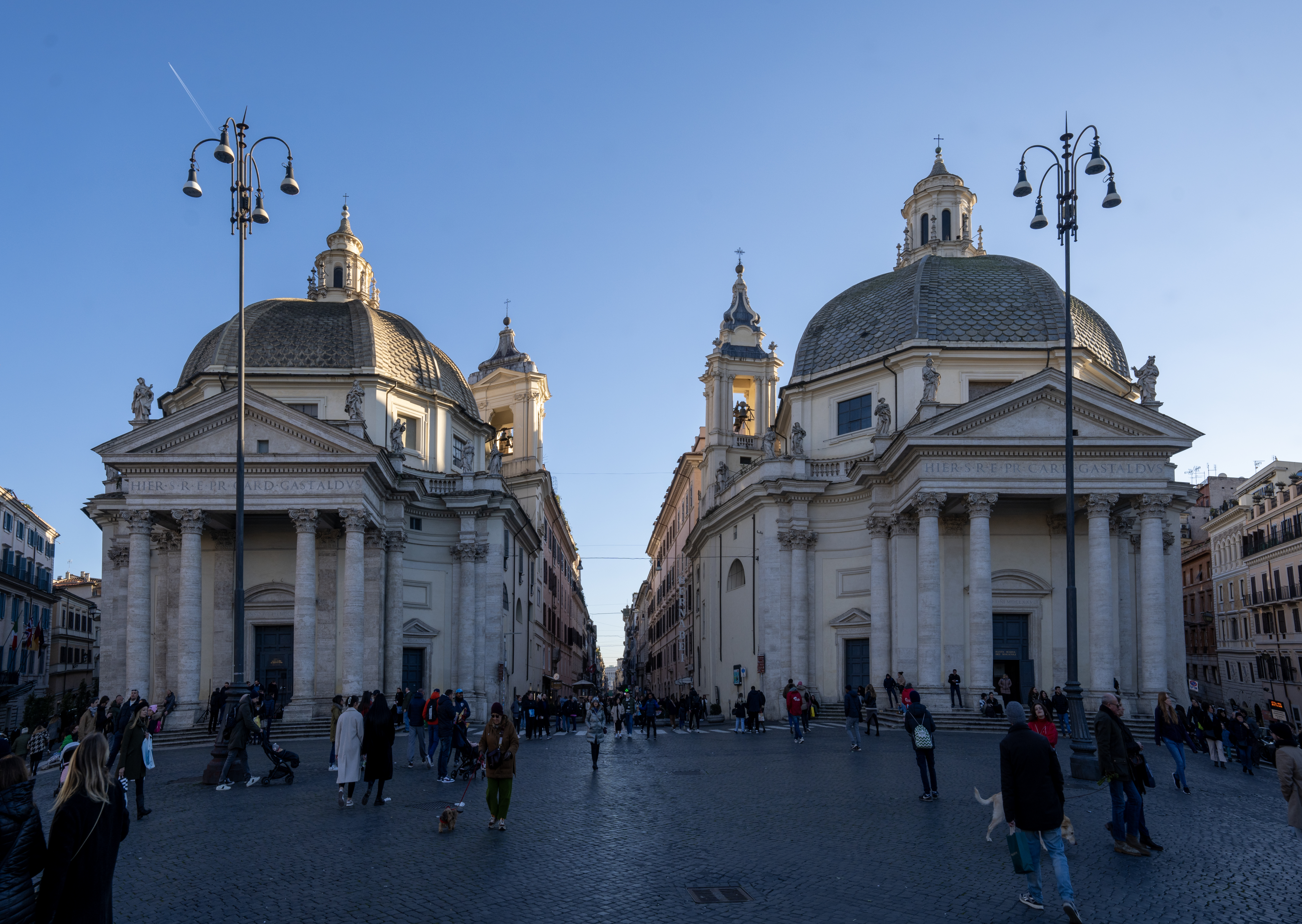
Пьяцца-дель-Пополо. Церкви Санта Мария ин Монтесанто (слева), Санта-Мария-дей-Мираколи (справа)

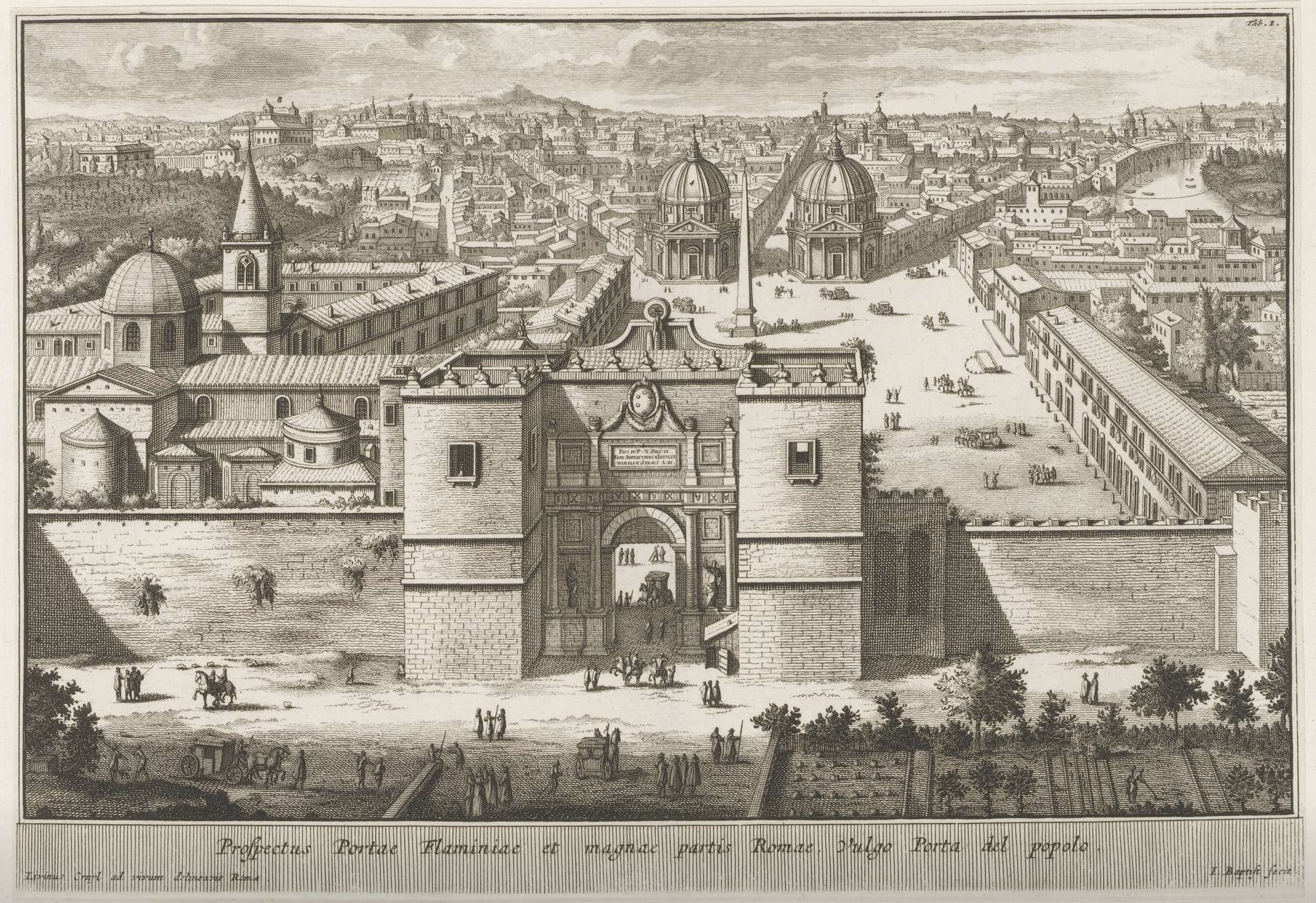
Порта-дель-Пополо на Фламиниевой дороге. Площадь Пьяцца-дель-Пополо. Левее — храм Санта-Мария-ин-Монтесанто (без колокольни). Вид с севера. Гравюра 1729 года

Археолог Ф. Коарелли в «Археологическом путеводителе по Риму» утверждал, что во времена императора Октавиана Августа на месте ныне существующих парных церквей находились две гробницы в форме пирамид, подобные пирамиде Цестия. Их остатки были обнаружены при реставрационных работах в 1970 году.
Название Санта-Мария-ин-Монтесанто сохранилось от небольшой церкви, построенной кармелитами из провинции Монте-Санто (Святая Гора) на Сицилии , основавшими в 1640 году на этом месте свой монастырь. Строительство церкви началось в 1662 году по инициативе папы Александра VII под руководством архитектора Карло Райнальди. После смерти Александра VII в 1667 году работы были приостановлены на несколько лет в связи с отсутствием средств и возобновились под руководством Карло Фонтаны в 1673 году, когда кардинал Д. Гастальди профинансировал продолжение строительства. С 1674 года в работе принимали участие Джан Лоренцо Бернини и его помощник Маттиа де Росси. Если К. Райнальди спроектировал обе церкви округлыми в плане с восьмигранным куполом, то К. Фонтана и Д. Бернини решили придать Санта-Мария-ин-Монтесанто овальную форму, а купол сделать двенадцатигранным, чтобы эффективнее использовать земельный участок, который больше по площади и отличается по форме от того, на котором расположена Санта-Мария-дей-Мираколи. При этом архитекторам пришлось решать задачу сохранения визуальной идентичности этих парных церквей, для чего, например, сторона барабана купола церкви Санта-Мария-ин-Монтесанто, обращённая к площади, имеет бо́льшую ширину, чем соседние. К юбилейному 1675 году церковь была освящена, но отделка интерьера продолжалась до 1679 года, когда она была открыта для публики. Колокольню, пристроенную в 1761 году, спроектировал Франческо Навона или, по другим данным, Джироламо Теодоли. В 1825 году церковь подверглась реконструкции, в ходе которой купол был покрыт сланцевой черепицей серого цвета.
С 1953 года в церкви Санта-Мария-ин-Монтесанто располагается «Месса деятелей искусства» — общество, основанное в 1941 году священником и искусствоведом Эннио Фра́нча (1904—1995) и объединившее на основе идеи искусства как пути к Богу, единства духовности творческой и религиозной, многих деятелей итальянской культуры, среди которых художники Джакомо Манцу́ и Джино Северини, музыканты Франко Феррара и Джованни Фуско, актёры и режиссёры Эдуардо Де Филиппо и Альберто Сорди, писатели Джованни Папини и Джузеппе Унгаретти. С тех пор Санта-Мария-ин-Монтесанто приобрела известность как «церковь художников». К семидесятилетию общества 16 апреля 2011 года в церкви была установлена мемориальная доска со словами Э. Франча: «Люблю людей искусства, потому что именно они научили меня сильнее любить Бога…».

## Архитектура и внутреннее убранство

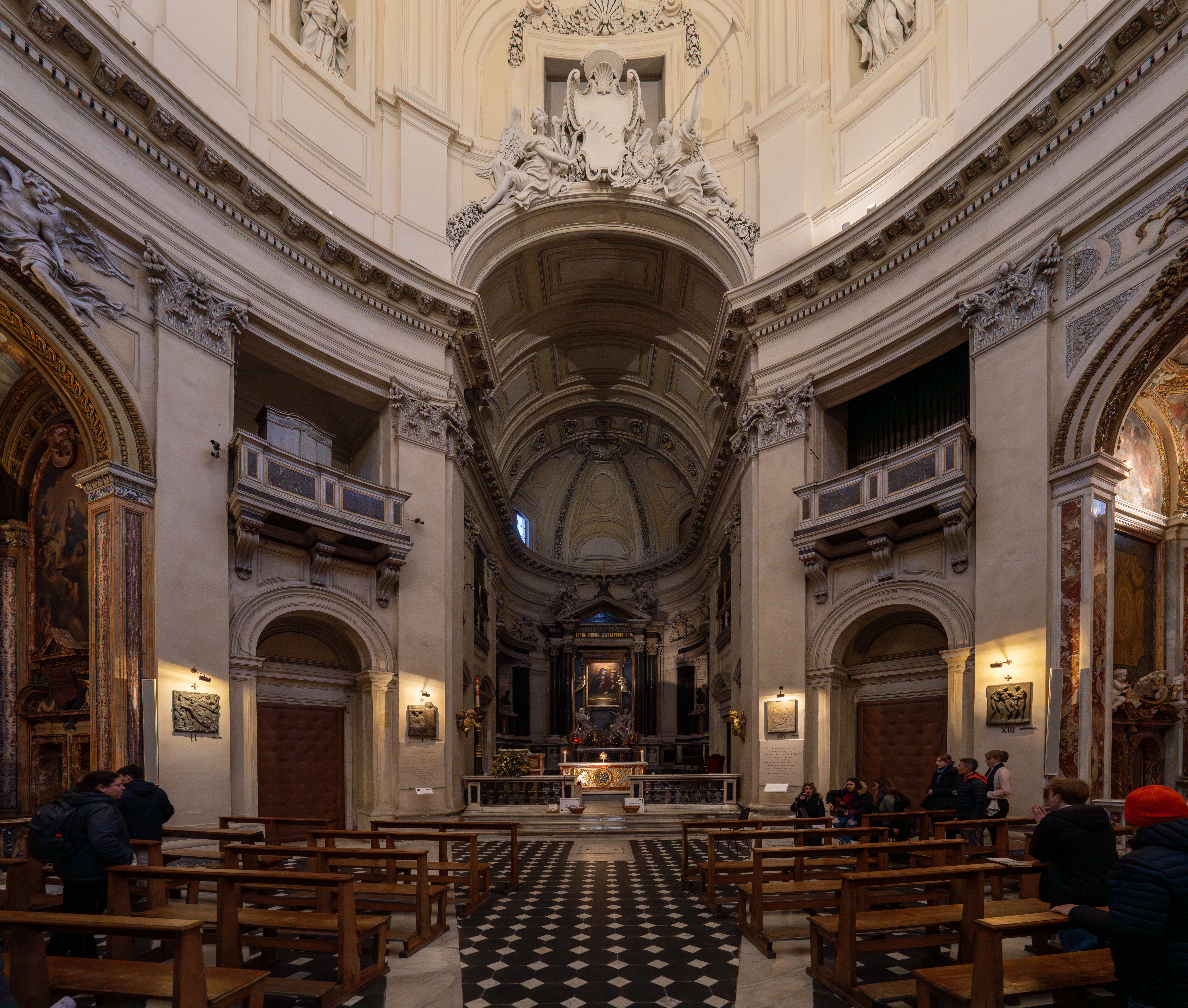
Интерьер

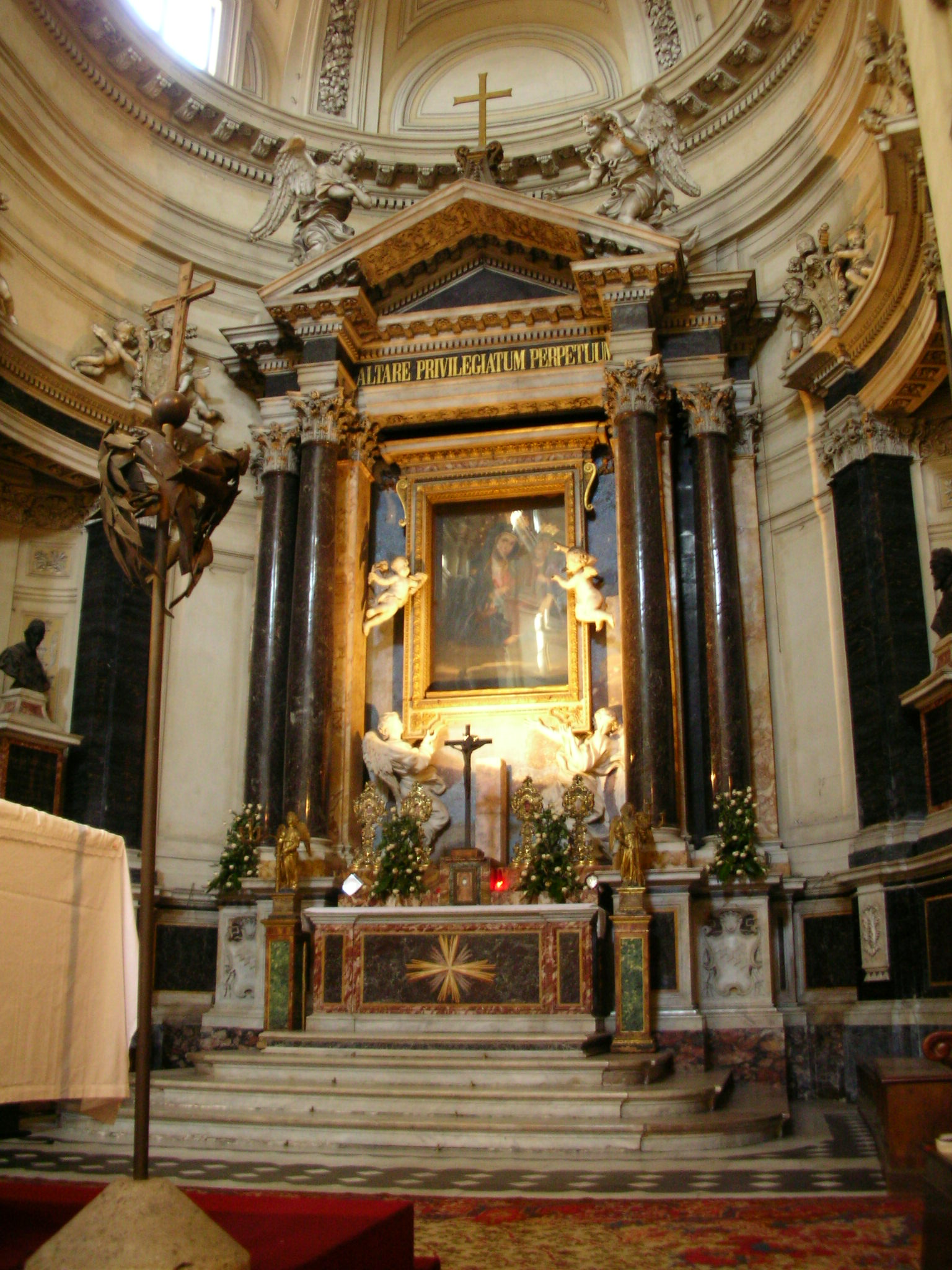
Главный алтарь церкви

Фасад церкви Санта-Мария-ин-Монтесанто украшен портиком, опирающимся на четыре колонны коринфского ордера; надпись на фризе увековечила щедрость кардинала Джироламо Гастальди. Аттик фасада венчают восемь статуй святых монахинь-кармелиток, выполненных в мастерской Джованни Лоренцо Бернини. Купол опирается на двенадцатигранный барабан с квадратными окнами и завершается овальным в плане фонарём. Рёбра купола выделены нервюрами.
Интерьер — овальный в плане, однонефный, имеет три боковых капеллы с каждой стороны. В нишах овального купола находятся статуи святых Альберта, Ангела, Елисея и Ильи, выполненные Филиппо Каркано в 1667 году. Им же созданы два ангела с гербом кардинала Гастальди над входом в пресбитерий и скульптурное оформление главного алтаря. Пресбитерий прямоугольной формы c потолком в виде цилиндрического свода заканчивается апсидой. Алтарь, спроектированный Маттиа де Росси в 1677 году, выполнен в форме эдикулы с четырьмя коринфскими колоннами и двумя фигурами коленопреклонённых ангелов сверху на фронтоне. Алтарная картина с образом Мадонны Монтесанто написана в кармелитских традициях неизвестным художником, возможно, принадлежавшим к школе А. Романо (1430?-1510?). Сакристия церкви создана по проекту К. Фонтаны в 1678 году; при реставрации 1820-х годов подверглась переделке. На её алтаре — «Снятие с креста» работы Бьяджо Пуччини (1673—1721). Потолок украшен фреской неизвестного художника «Ангелы во славе с орудиями Страстей» конца XVII века.

## Капеллы
- Первая капелла слева посвящена Святой Лючии. На стенах находятся погребальные памятники семьи Паломби, которой с 1831 года принадлежала капелла. Алтарный образ святой Лючии выполнен в конце XVII века художником римской школы.
- Вторая капелла слева — капелла Марии Магдалины де Пацци. Выполнена по проекту К. Райнальди; роскошное скульптурное убранство капеллы — Ф. Каркани. Алтарная картина «Мадонна и святая Мария Магдалина де Пацци», две картины с житиями святой на боковых стенах и фреска «Христос во славе с ангелами» на потолке капеллы написаны Людовико Джиминьяни (1643—1697).
- Третья капелла слева — капелла Монтиони, по фамилии владельцев, чей герб украшает входную арку капеллы. Посвящена святым Франциску и Иакову. Архитектор — Томмазо Маттеи, ученик К. Фонтаны. Алтарная картина «Святой Франциск перед Мадонной» написана Карло Мараттой, а картины на стенах и фреска на потолке — его учениками.
- Первая капелла справа — капелла Распятия. Создана в 1667 году по проекту А. Чессани. В 1802 году находившиеся в ней четыре картины Сальватора Розы (1615—1673) были проданы и в 1822 году заменены на две композиции Людовико Венути (1785—1872) «История Товия» и «Пророк Амос с женой Иеровоама» и два тондо Фердинандо Каваллери (1794—1867) «Давид с головой Голиафа» и «Юдифь с головой Олоферна», о чём свидетельствует памятная табличка на правой стене капеллы. Скульптуры выполнены Пьетро Папалео (1640? — 1740?). Замечателен алтарь, украшенный мраморным растительным орнаментом в технике сектильной мозаики. Автор Распятия, помещённого в алтаре капеллы, неизвестен.
- Вторая капелла справа — Капелла душ в чистилище. Она получила это название в 1899 году, когда была приобретена «Монтлижонским братством искупления душ в чистилище» и полностью переоформлена художником Сильвио Галимберти (1869—1956). Фреска на потолке с изображением чистилища написана неизвестным автором. В алтаре с 1981 года находится картина Риккардо Томмази Феррони (1934—2000) «Ужин в Эммаусе».
- Третья капелла справа — Святой Анны. Архитектор — Карло Биццаккери (1656—1721), ученик К. Фонтаны. Вся скульптурная отделка капеллы — работы Паоло Нальдини (1616—1691), а живопись — Никколо Берреттони (1637—1682), в том числе «Святое семейство со святой Анной» на алтаре и фреска с изображением Бога-Отца в окружении ангелов[5][6].